# Demonax gregalis
Demonax gregalis es una especie de insecto coleóptero de la familia Cerambycidae. Estos longicornios son endémicos de Sumatra (Indonesia).
Mide entre 9 y 11 mm.